# Jeremy Burgess
Jeremy Burgess (Adelaide Hills, 16 aprile 1953) è un ingegnere australiano, capo tecnico di varie scuderie motociclistiche partecipanti al Motomondiale.

## Biografia
Jeremy Burgess è stato il capo dell'équipe tecnica di tre campioni del mondo del Motomondiale, Wayne Gardner, Mick Doohan e Valentino Rossi con i quali ha vinto in totale 13 titoli mondiali delle classi 500 e MotoGP. È stato anche il meccanico di Freddie Spencer nel 1985, anno in cui il pilota statunitense si laureò campione della 500.
Burgess entrò a far parte come meccanico della squadra Suzuki dello statunitense Randy Mamola nel febbraio del 1980. La prima vittoria di Burgess come membro del team avvenne nel luglio dello stesso anno durante il Gran Premio del Belgio. Rimase con la Suzuki fino alla fine della stagione 1982 quando passò alla Honda Racing Corporation, scuderia alla quale è rimasto legato per i successivi 21 anni.

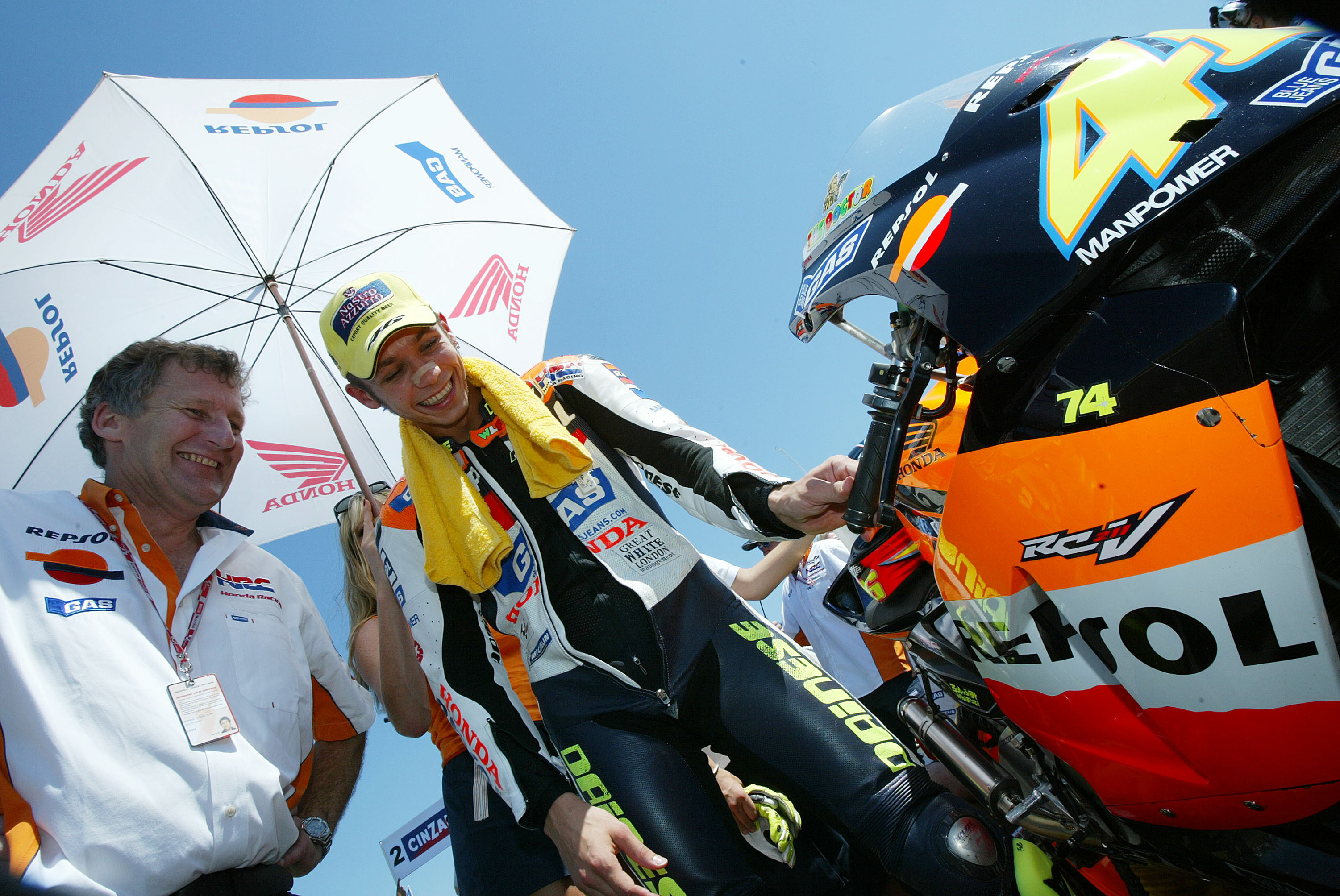
Da sinistra: Burgess e Valentino Rossi nel team Repsol Honda durante il Gran Premio motociclistico di Gran Bretagna 2003

Il primo incarico alla HRC fu quello di meccanico in seno al team di Ron Haslam. Nel 1985 fu trasferito nel team di Freddie Spencer con il quale vinse il titolo della classe 500 (nell'anno della celebre doppietta del pilota statunitense che si laureò campione anche della classe 250).
L'anno successivo Burgess fu promosso capo tecnico del team del connazionale Wayne Gardner con il quale vinse nel 1987 il titolo mondiale della 500. Nel 1989 passò a guidare il team tecnico di un altro pilota australiano, Mick Doohan, con il quale vinse 5 titoli mondiali consecutivi nella classe regina, dal 1994 al 1998.
Dopo il ritiro di Doohan, dal 2000 Burgess divenne capo tecnico di Valentino Rossi, nell'anno del debutto dell'italiano nella classe 500. Lo stesso Rossi aveva posto come condizione per il suo passaggio alla Honda la presenza del tecnico australiano nel suo team.
Burgess aiutò Valentino Rossi, dopo un anno di apprendistato nella classe regina, a vincere 3 titoli mondiali consecutivi (1 nella classe 500 e 2 nella classe MotoGP) in sella alle moto del team Nastro Azzurro (2001) e in seguito del team "interno" Repsol (2002 e 2003).

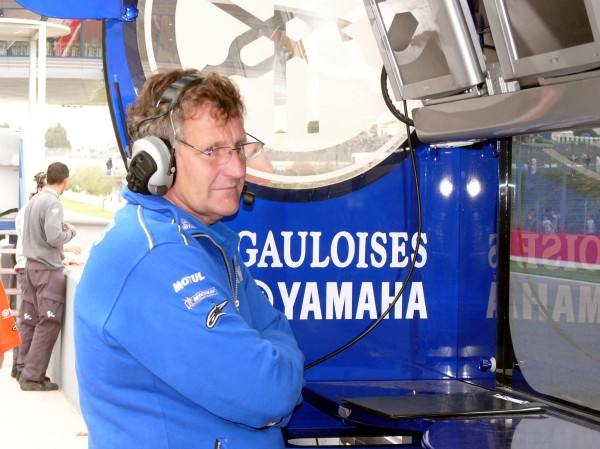
Burgess al muretto del team Gauloises Yamaha durante il Gran Premio motociclistico di Spagna 2005

Nel 2004 vi fu il famoso passaggio di Rossi dalla Honda alla scuderia rivale Yamaha che da diversi anni non riusciva ad imporsi nel Motomondiale. Burgess decise di seguire il campione di Tavullia nella nuova e rischiosa avventura, dopo due decenni di permanenza alla HRC. L'accoppiata Rossi/Burgess riuscì a rendere subito vincente una moto sino ad allora considerata non in grado di reggere il confronto con la rivale Honda. Valentino Rossi vinse in sella alla Yamaha il campionato MotoGP di quell'anno, portando la casa giapponese al titolo della classe regina dopo un digiuno che durava da 12 anni. Il pilota italiano si laureò campione anche nel 2005 (quinto titolo consecutivo nella classe regina e quarto nella MotoGP sempre in compagnia di Burgess) e, dopo una pausa di due anni, nel 2008 e ancora nel 2009, raggiungendo la quota di ben 9 mondiali vinti.
In vista della stagione 2011 segue nuovamente Rossi nel suo passaggio alla Ducati.
Per l'annata 2014, Rossi ha deciso di sostituirlo con Silvano Galbusera, dopodiché egli ha annunciato il suo ritiro dal mondo delle corse. Uomo raramente sotto i riflettori, Jeremy Burgess è famoso nell'ambiente delle corse motociclistiche anche per la sua teoria dell'"80/20": secondo il tecnico australiano, infatti, il merito di una prestazione nelle corse di moto dipende per l'80% dal pilota e solo per il 20% dal mezzo.